# Place de l'Yser (Liège)
Pour les articles homonymes, voir Place de l'Yser.
La place de l'Yser est une place publique située à Liège dans le quartier d'Outremeuse.

## Situation et accès

### Voies autour de la place
- Rue Ernest de Bavière
- Rue Henri de Dinant
- Boulevard de l'Est

### Voies adjacentes
- Boulevard de la Constitution
- Rue Fosse aux Raines
- Rue Gaston Grégoire
- Rue Pont Saint-Nicolas
- Chaussée des Prés
- Rue Puits-en-Sock
- Rue Saint-Pholien
- Boulevard Saucy
- Rue Georges Simenon
- Rue Surlet

## Origine du nom
Elle tire son nom en souvenir de la bataille de l'Yser qui s'est déroulée du 17 au 31 octobre 1914 et qui ont opposé les unités allemandes qui voulaient franchir le fleuve en direction de Dunkerque aux troupes belges et françaises qui essayaient de les y arrêter.

## Historique
Le premier hôpital de Bavière dont l'origine remonte à 1570 (Maison Porquin) se dresse alors à l'emplacement des futures rue Ernest de Bavière et place de l'Yser. L'hôpital est finalement démoli en 1904 malgré les protestations des défenseurs du patrimoine liégeois et des espaces sont ainsi libérés pour permettre la création en 1907 et 1908 des rues Ernest de Bavière et Henri de Dinant formant avec le boulevard de l'Est le triangle de la place de l'Yser.

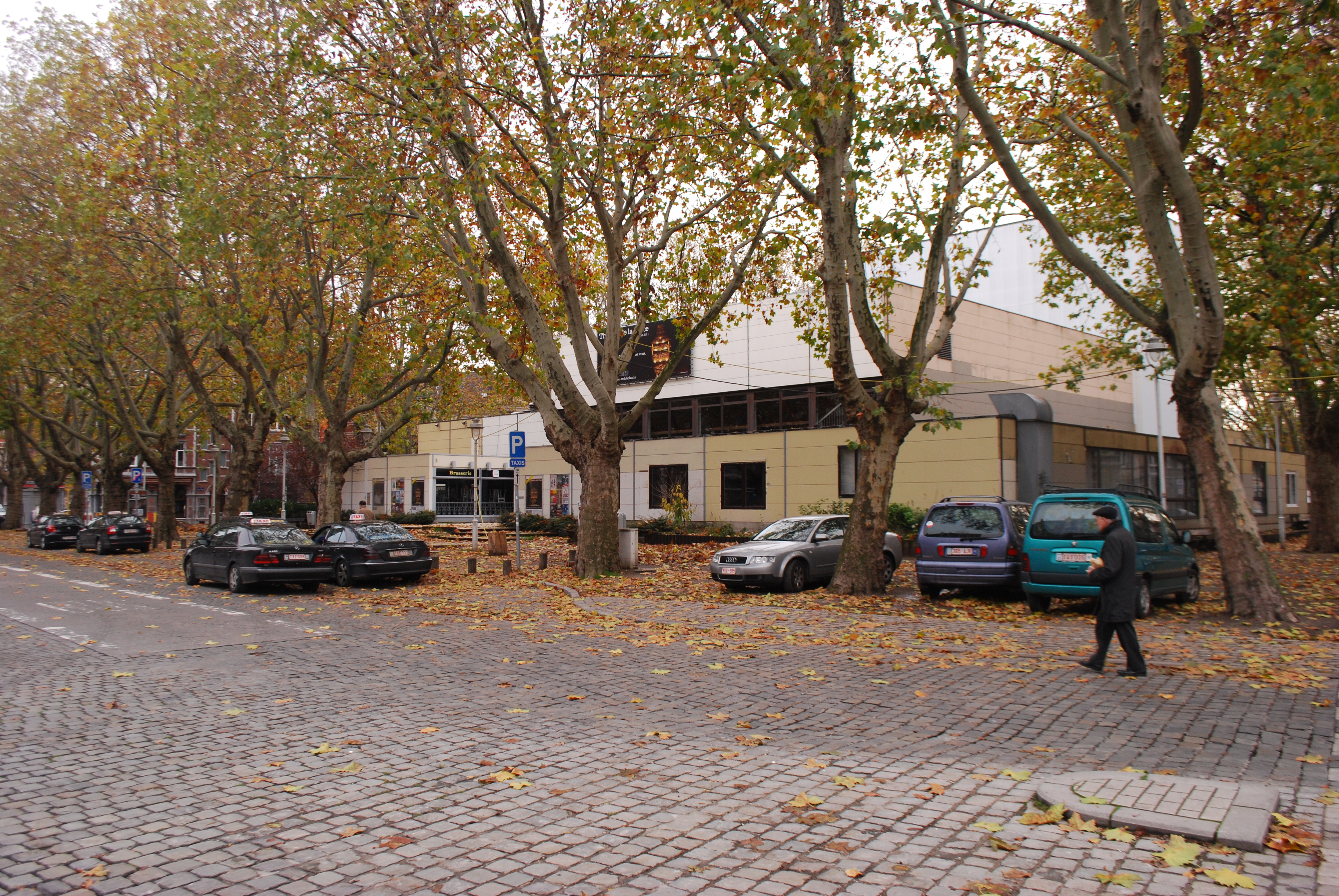
Le théâtre de la Place en 2011.

À partir de 1973, elle héberge le Théâtre du Nouveau Gymnase, rebaptisé Théâtre de la Place en 1983. Ce qui devait être un accueil provisoire se prolongera finalement jusqu'en 2013. Le théâtre déménage à l'automne 2013 vers la place du 20-Août, dans le bâtiment de L'Émulation rénové. Le bâtiment de la place de l'Yser est alors investi par un collectif artistique qui le rebaptise Théâtre à la Place jusqu'en juillet 2014, date à laquelle la ville de Liège interdit toute occupation en vue de la destruction. L'ancien théâtre est démoli durant l'été 2014 pour permettre le réaménagement de la place de l'Yser avec des subsides de la Région wallonne.
Après deux ans de travaux, la place de 8 500 m2 entourée de 38 platanes est inaugurée le 18 novembre 2017. Elle est aménagée sur plusieurs niveaux autour d'une dalle centrale permettant d'accueillir différents types d'événements. Elle dispose d'une plaine de jeux de 600 m2 et des modules de fitness ce qui en fait l'un des plus vastes espaces de détente du centre-ville ainsi que d'une pergola de 160 m2.
Lors de cette inauguration, le bourgmestre de Liège, Willy Demeyer, annonce qu'une statue de Jean-Denys Boussart, figure emblématique du folklore liégeois décédé le 10 mai 2017, y sera érigée.

## Bâtiments remarquables et lieux de mémoire
Plusieurs immeubles de style Art nouveau se situent autour de la place de l'Yser comme la maison Defeld, la maison Henri Alexandre et la maison Meyers.